# Chanwitcha Chumswad
Chanwitcha Chumswad (thailändisch ชาญวิชชา ชุ่มสวัสดิ์, * 21. September 2003) ist ein thailändischer Fußballspieler.

## Karriere
Chanwitcha Chumswad steht seit 2021 beim Chiangmai United FC unter Vertrag. Der Verein aus Chiangmai spielt in der ersten Liga des Landes, der Thai League. Sein Erstligadebüt gab Chanwitcha Chumswad am 16. April 2022 (27. Spieltag) im Heimspiel gegen Muangthong United. Hier wurde er in der 88. Minute für Ekanit Panya eingewechselt. Das Spiel endete 1:1. Nach einer Saison in der ersten Liga musste er mit Chiangmai nach der Saison 2021/22 wieder in die zweite Liga absteigen. Nach dem Abstieg wurde sein Vertrag nicht verlängert. Von Juni 2022 bis Dezember 2022 war er vertrags- und vereinslos. Am 1. Januar 2023 unterschrieb er einen Vertrag beim Erstligisten Lamphun Warriors FC. Für den Verein aus Lamphun kam er in der Rückrunde einmal in der ersten Liga zum Einsatz. Im Sommer 2023 kehrte er zu seinem ehemaligen Verein Chiangmai United zurück. Hier stand er eine Spielzeit unter Vertrag und bestritt drei Ligaspiele. Nach einer Saison wechselte er im Juli 2024 wieder zum Erstligisten Lamphun Warriors FC. Nachdem er nicht zum Einsatz gekommen war, wurde sein Vertrag im Januar 2025 nicht verlängert.